# Жоанна Мараньян
Жоанна Мараньян (порт. Joanna Maranhão, 29 квітня 1987) — бразильська плавчиня.
Учасниця Олімпійських Ігор 2004, 2008, 2012 років.
Призерка Панамериканських ігор 2003, 2007, 2011, 2015 років.